# Zag, Mông Cổ
Zag (tiếng Mông Cổ: Заг) là một sum của tỉnh Bayankhongor ở miền nam Mông Cổ. Vào năm 2006, dân số của sum là 2.264 người.

## Địa lý
Sum có diện tích khoảng 2.561 km2. Trung tâm sum, Zag, nằm cách tỉnh lỵ Bayankhongor 188 km.

### Khí hậu
Nhiệt độ trung bình hàng năm ở khu vực này là 1 °C. Tháng ấm nhất là tháng 7, khi nhiệt độ trung bình là 21 °C và lạnh nhất là tháng 1, với -24 °C. Lượng mưa trung bình hàng năm là 251 mm. Tháng ẩm ướt nhất là tháng 7, với lượng mưa trung bình là 70 mm, và khô nhất là tháng 1, với 1 mm.

## Kinh tế
Sum có một trường học, bệnh viện và nhà văn hóa.